# ケンブリッジRUFC
ケンブリッジRUFC（英: Cambridge R.U.F.C.）は、イングランドのケンブリッジに本拠地を置くラグビーユニオンクラブである。スタジアムはグランチェスターロード。RFUチャンピオンシップ（2部）に所属。

## 歴史
1923年創設。
2023年、RFUチャンピオンシップに初昇格。